# Schicksalsreise
Schicksalsreise. Bericht und Bekenntnis ist ein Reisebericht des deutschen Schriftstellers Alfred Döblin und erschien im November 1949 im Verlag Joseph Knecht in Frankfurt am Main. Als das umfangreichste autobiographische Werk dieses Autors umfasst die Schrift den Zeitraum von ca. acht Jahren (1940 bis 1948) von seiner Flucht aus Paris vor dem Vormarsch der deutschen Armee über das US-amerikanische Exil bis hin zur Wiederkehr nach Deutschland als französischer Offizier. Thematisch handelt das Buch vor allem von seiner während dieser Phase stattgefundenen Konversion zum Katholizismus.

## Entstehung
Anfang Oktober 1940 machte sich Döblin direkt nach Ankunft in Kalifornien an die Arbeit, die ursprünglich den Titel Robinson in Frankreich tragen und von seinen französischen Erlebnissen handeln sollte. Im Frühling 1941 wurde das „kleine [...] Buch über die französ. Erlebnisse“ abgeschlossen und an mehrere Verleger weitergeleitet, die jedoch für das Typoskript sowohl aufgrund inhaltlicher als auch strategischer Überlegungen keine Verwendung fanden. Erst im April 1948 nahm Döblin nach seinem Rücktritt aus dem französischen Dienst das Projekt wieder auf, das er aber jetzt umstrukturierte und zu einem Dreiteiler erweiterte. So wurde der Robinson-Text als „Europa, ich muß dich lassen“ zum ersten Buch, dem die zwei weiteren, im Vergleich zum vorangegangenen ungleich kleineren Bücher über die darauffolgenden Zeitabschnitte folgten: „Amerika“ über sein Leben als Emigrant in den USA sowie „Wieder zurück“ zu seiner Wiederkehr nach Europa. Ende desgleichen Jahres beendete Döblin die Arbeit einer Vervollständigung, und schließlich wurde Schicksalsreise. Bericht und Bekenntnis im November 1949 vom auf christliche Sachliteratur spezialisierten Verlag von Joseph Knecht in Frankfurt am Main ausgeliefert.

## Inhalt
In Schicksalsreise handelt es sich um die ca. achtjährige Zeitspanne vom Mai 1940 bis zum Februar 1948. Das erste Buch „Europa, ich muß dich lassen“ beschreibt die Flucht des Schriftstellers von Frankreich über Spanien, Portugal bis schließlich in die USA. Am Vormittag des 16. Mai 1940 – das »Schicksalsdatum« – schließt Döblin in seiner Wohnung in Saint-Germain-en-Laye bei Paris gerade den zweiten Teil seiner Romantetralogie November 1918, Verratenes Volk, ab und hört im Radio die Nachricht eines Einbruches der deutschen Armee durch die Nordfront. Zuerst einmal lässt Döblin seine Frau Erna und seinen jüngsten Sohn Stefan über Paris nach Le Puy fliehen, während er selbst vorübergehend in Paris bleibt und hier mit der Tätigkeit im Rahmen einer französischen Behörde gegen das nationalsozialistische Regime fortsetzt. Angesichts der herannahenden Gefahren muss Döblin jedoch am 10./11. Juni Paris verlassen und will in Richtung nach Le Puy anfahren, wo er Erna und Stefan erwartet. Nach Stationen wie Tours und Moulins führt ihn die Irrfahrt aber nach Süden weiter, und über Clermont-Ferrand, Capdenac, Cahors, Rodez landet Döblin im Flüchtlingslager La Vernède in Mende. Mitten in der Verzweiflung – vor allem durch die zunehmende Verarmung sowie die erfolglose Ausfahrt nach Le Puy – verdichten sich bei ihm zunehmend spirituelle Erfahrungen, und bei seinem letzten Besuch in Mender Kathedrale wird Döblin ein religiöses Schlüsselerlebnis zuteil: Er sitzt »in Sichtweite des Kruzifixes. / Wenn ich die Augen schließe, fühle ich das Kruzifix oben rechts als eine strahlende Wärme«. Bei der Abreise nach Toulouse, wo sich die Familie endlich wiedervereinigen sollte, tritt es Döblin zutage, dass er »unter dem Schein dieser Reise […] [z]u einer Schicksalsreise« eingeladen wurde – eine formale Konversion allerdings steht noch aus. Auf den Vorschlag seiner Frau hin entschließt sich Döblin in Toulouse, weiter in die USA zu fliehen. In Marseille überwindet die Familie »wunderbar« alle Schwierigkeiten um die erforderlichen Visa und Billetts, um dann Spanien mit Stationen in Portbou, Barcelona und Madrid zu durchqueren und schließlich aus dem Lissaboner Hafen mit dem Schiff Nea Hellas in Richtung auf die USA abzufahren, das Döblins nach New York bringen sollte.
Im Vergleich zum Engagement an Hollywooder Filmindustrie sowie den Beziehungen innerhalb der Exilgemeinde sind im zweiten Teil „Amerika“ insbesondere christliche Themen vordergründig. Döblin besichtigt Kirchen und Kreuze an der Westküste und besucht Jesuiten am Sunset Blvd, und hier vollendet sich die Konversion von ihm sowie seiner Familie zum Katholizismus endgültig. Kurz vor dem Kriegsende bringt außerdem ein Brief aus dem jetzt befreiten Frankreich nach Kalifornien eine Hiobsbotschaft, dass der zweitälteste Sohn Wolfgang (Vincent) bereits im Juni 1940 gefallen ist. Nach dem Krieg gibt ihm jedoch ein anderer Brief eines Freundes aus der Pariser Zeit die Auskunft über den »Plan einer Umerziehung der Deutschen«: Einen »Ruf von drüben«, der Döblin auf dem Wege über Chicago, Niagarafälle und New York zur Rückkehr nach Europa bewegt.
Im dritten Buch, „Wieder zurück“, handelt es sich in erster Linie um Döblins Arbeit als französischer Kulturoffizier in Deutschland. Gerade am »Revolutionsdatum«, dem 9. November, betritt Döblin wieder deutschen Boden und erreicht Baden-Baden, in dem die Militärregierung der französischen Besatzungszone stationiert ist. Durch seine Bemühung will Döblin eine durch die Nationalsozialisten beraubte Selbstkritik des Volkes fördern. Zugleich sollen seine Aktivitäten in der deutschen »heidnisch verseucht[en]« »Mentalität« eine »europäische, christliche humanistische Gesinnung« wiederherstellen. Für Konvertiten bieten nun deutsche Städte wie Mainz und Berlin zwar zerbombte, aber christlich verklärte Erscheinungsbilder an, während Döblin in der jetzt geteilten Heimatstadt seine Bekehrung gegen heftige Vorwürfe verteidigen muss. Schließlich kommt das Buch jedoch mit dem optimistischen Ausblick »[e]iner neuen besseren Aufklärung entgegen« zu Ende.

## Interpretation
Der Text scheint zwischen zwei Stimmen zu pendeln: der sachlich beschreibenden einer Reportage (›Bericht‹) und der anderen, die zur übernatürlichen Erklärung der Geschehnisse tendiert (›Bekenntnis‹). Durch den wiederholten Wechsel zwischen beiden Stimmen entfaltet sich in der Schicksalsreise ein bestimmter Rhythmus. Angesichts dieser Beobachtung vertritt Helmuth Kiesel die einflussreiche These, dass sich in diesem Reisebericht drei Sichtweisen überlagerten: die des psychisch verstörten Flüchtlings, die des nüchtern beobachtenden Psychopathologen und die des Mystikers. Diese Spaltung spricht allerdings dafür, dass die Bekehrung in der Schicksalsreise nicht als das einmalige Ereignis, sondern als ein immerwährender Prozess bzw. ein andauerndes Ringen um den Glauben erlebt wird. Die gegenüber seiner neuen Konfession geäußerte Skepsis Döblins, die etwa in seinen Tagebuchnotizen über den »abstrakt[en] […] Gehirnglaube[n]« verraten ist, besagt also nicht, dass die Konversion seines autobiographischen Ich etwa lückenhaft bzw. bloß inszeniert wäre. Im Verlauf der Schicksalsreise kehrt das ›Bekenntnis‹ unaufhörlich wieder, und die Konversion stellt in diesem ständigen inneren Prozess durch die »Katastrophe« hindurch ein notwendiges »Denkmal« dar. Gerade dieser Vorgang kann jedoch zur Folge haben, dass sich der frisch errungene Glaube umso mehr festigt.

## Rezeption
Mit der Schicksalsreise stieß Döblin auf eindeutige Ablehnung von der deutschen Leserschaft der frühen Nachkriegszeit. Trotz des Weihnachtsgeschäftes gleich nach der Auslieferung des Buches im November 1949 musste der Verleger Joseph Knecht Ende Januar 1950 gegenüber dem Autor berichten, dass nicht mehr als 700 Exemplare verkauft waren, und sprach auch von einer »passive[n] Resistenz« des Publikums. Während ein Großteil der etwa 60 Besprechungen eher positiv ausfällt, und die vernichtende, ressentimentbeladene Kritik an dem wiedergekehrten Exilanten zwar in die Minderheit gehört, entfällt das Gros der Rezensionen aber letztlich auf christliche Blätter. Selbst in dem Lager der Glaubensgemeinschaft erweckte die Schicksalsreise jedoch kaum Sympathie, da der im Buch präsentierte Glaube in den Augen der zeitgenössischen Christen nur noch formelhaft und dogmatisch erschien. Die Selbstdarstellung dieses neuen Katholiken löste umso mehr Befremdung aus, der Brecht etwa bereits 1943 nach der ersten Bekanntmachung von Döblins Konversion vor der Exilgemeinde im Gedicht „Peinlicher Vorfall“ eine Gestalt verliehen hatte.
Erst posthum, d. h. seit den 1980er und 1990er Jahren ermöglichte das historische und konfessionelle Interesse Neuauflagen des Buches, unter denen die umfassende Edition 1993 von Anthony W. Riley als ein Band der Ausgewählten Werke eine besondere Erwähnung verdient. Von diesem Werk liegen bis heute eine niederländische (1982), englische (1992) und französische Version (2002) sowie eine japanische Teilübersetzung (2014) vor.

## Textausgaben (Auswahl)
- Schicksalsreise. Bericht und Bekenntnis. Knecht, Frankfurt am Main 1949
- Schicksalsreise. Bericht und Bekenntnis. (= Ausgewählte Werke in Einzelbänden), Walter-Verlag, Solothurn/Düsseldorf 1993
- Schicksalsreise. Bericht und Bekenntnis.  (= Gesammelte Werke, Bd. 18), Fischer, Frankfurt am Main 2014